# Koyamacalia delphiniifolia
Koyamacalia delphiniifolia là một loài thực vật có hoa trong họ Cúc. Loài này được (Siebold & Zucc.) H.Rob. & Brettell mô tả khoa học đầu tiên năm 1973.